# Dykehead Football Club
Maillots
Dykehead Football Club est un ancien club de football écossais basé à Shotts, North Lanarkshire et qui a été actif entre 1880 et 1928, membre de la Scottish Football League entre 1923 et 1926. 

## Histoire
Le club est fondé en 1880 mais n'adhéra pas à la Fédération écossaise de football avant 1884. Au cours de leur histoire, ils adhèrent à la Scottish Football Alliance, à la Midland Football League, à l'Eastern League (en), à l'Inter County League et à la Scottish Football Union dont ils remportent le championnat en 1912-13.
Ils intègrent finalement la Scottish Football League en 1923 à l'occasion de la création de la Division 3 et ils participent aux trois saisons avant l'arrêt de cette division en 1926. Ils terminent respectivement à la 5e, 12e et 4e place. 
À la suite de la disparition de cette division et de leur retrait de la Scottish Football League, ils continuent d'exister en participant à des ligues mineures jusqu'en 1928, où le club disparaît. Durant leur séjour dans la ligue, ils jouent leurs matchs à domicile à Parkside, mais connaissent également d'autres stades : Dykehead Park, Youngston Park et Craigmillar Park.